# Ігор Архірій
Ігор Архірій (рум. Igor Arhirii, нар. 17 лютого 1997, Михайлівка) — молдовський футболіст, захисник клубу «Мілсамі» та національної збірної Молдови.
Виступав також за клуб «Зімбру».
Чемпіон Молдови.

## Клубна кар'єра
У дорослому футболі дебютував 2016 року виступами за команду «Зімбру», в якій провів чотири сезони, взявши участь у 40 матчах чемпіонату. 
Згодом з 2020 по 2024 рік грав у складі команд «Мілсамі», «Шелімбер» та «Спартаній» (Селемет).
До складу клубу «Мілсамі» приєднався 2024 року. Станом на 25 травня 2025 року відіграв за клуб з Оргієва 3 матчі в національному чемпіонаті.

## Виступи за збірну
У 2021 році дебютував в офіційних матчах у складі національної збірної Молдови.
| Дата      | Місто     | Господарі | Результат | Гості   | Турнір            | Голи | Примітки |
| --------- | --------- | --------- | --------- | ------- | ----------------- | ---- | -------- |
| 28-3-2021 | Гернінг   | Данія     | 8 – 0     | Молдова | Відбір до ЧС 2022 | -    | 45+1'    |
| 3-6-2021  | Падерборн | Туреччина | 2 – 0     | Молдова | товариський матч  | -    |          |
| Усього    |           | Матчів    | 2         |         | Голів             | 0    |          |

## Титули і досягнення
- Чемпіон Молдови (1):

«Мілсамі»: 2024-2025